# Missy Stone
Missy Stone (Texas, 26 de noviembre de 1987) es una actriz pornográfica estadounidense.
Nació en Texas, pero se crio en Maryland.
Entró en la industria del cine pornográfico en el 2007, a los 20 años de edad. Las necesidades económicas la motivaron a publicar un anuncio en SexyJobs.com, en busca de un empleo en la industria X. Grabó su primera escena para una película junto al actor Steve French, para la película Initiations 21, de la productora Anabolic. Desde entonces ha aparecido en más de 200 películas. También ha realizado vídeos para sitios web.
Desde marzo de 2008 es representada por Lisa Ann's Talent Management.

## Nominaciones
- 2009 – Premio AVN – Best Anal Sex Scene – Missy-Behavin'[4]
- 2009 – Premio AVN – Best New Starlet[4]
- 2009 – Premio XBIZ – New Starlet of the Year[5]
- 2010 – Premio XRCO – Unsung Siren[6]